# Fjärås kyrka
Fjärås kyrka är en kyrkobyggnad som sedan 2013 tillhör Fjärås-Förlanda församling (tidigare Fjärås församling) i Göteborgs stift. Den ligger i Fjärås kyrkby på norra delen av åsen Fjärås Bräcka i Kungsbacka kommun. 

## Fjärås gamla kyrka

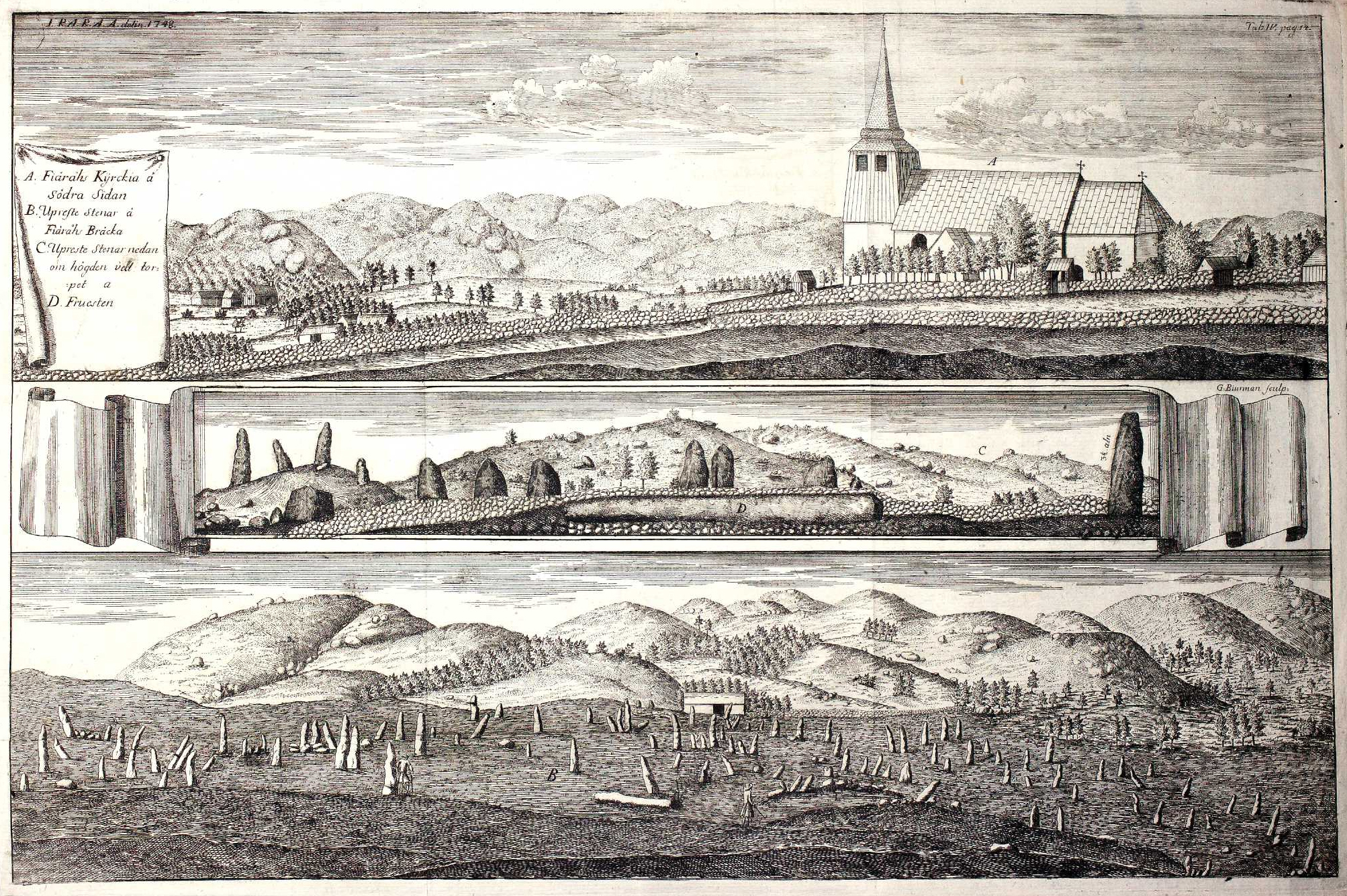
Kyrkan som den såg ut 1701-1763. Ur Hallandia antiqua & hodierna (1753)

Kyrkan äldsta delar utgörs av en romansk kyrka från 1100- eller 1200-talet. Rester av medeltidskyrkan påträffades under golvet vid en restaurering 1937-1938 och man bedömde att de äldsta delarna sannolikt var från slutet av 1100-talet eller början av 1200-talet. År 1700-1701 uppfördes ett torn i väster, vars övre del i trä hämtades från en äldre klockstapel och nederdelen byggdes av sten. Vidare förlängdes byggnaden tre alnar åt väster och murverket renoverades i norr och söder.  I söder tog man även upp ett stort fönster. Av den gamla kyrkan är en enda avbildning känd, nämligen ett kopparstick i Jacob Richardsons Hallandia antiqua et hodierna. Redan vid biskopsvisitationen 1691 påtalade biskop Johan Carlberg att kyrkan var för liten med tanke på befolkningens storlek. En viss tillökning av platsantalet möjliggjordes vid en om- och tillbyggnad i början av 1700-talet.

## Dagens kyrkobyggnad
Åren 1762-1763 genomfördes en så omfattande ombyggnad att man därefter kan tala om Fjärås nya kyrka. Det som återstod efter att den medeltida kyrkan hade rivits, var grunden till långhusets norra mur och vissa delar av den muren i väster. Hela södra väggen och korpartiet revs. Byggnaden utökades med tolv alnar åt söder och tillbyggdes åt öster. Då norrmuren visade sig vara i dåligt skick, revs även den nästan till hälften. År 1762 undertecknade murarmästare Jörgen Påhlsson en kontrakt för ombyggnad, vilket skulle resultera i en ny, nästan dubbelt så stor kyrkobyggnad. Vid norra sidan uppfördes 1765 en sakristia, vilken emellertid revs 1871-1873 och dagens uppfördes. Under den äldre sakristian fanns tidigare en gravkammare, som dock förstördes vid nybygget. Även vapenhuset på norrsidan revs på 1760-talet och ett nytt byggdes. Det stod kvar till restaureringen 1871, då ett nytt byggdes på sydsidan. Taket befanns osäkert och byggdes om 1776. Hela ombyggnadsprojektet avslutades först 1768.
Tornet från 1701 stod efter breddningen av långhuset förskjutet och 1801 revs det och ett nytt med en hög och smal spira uppfördes. Hela konstruktionen blåste ner den 17 december 1814. En lägre konstruktion uppfördes därefter. I kyrkans golv finns gravhällar från 1600- och 1700-talen.
Läktarbröstningen är från omkring 1650 och uppvisar 23 målningar av personer ur Gamla och Nya Testamentet. Den tidigare läktaren sträckte sig längs både den bakre och den nuvarande norra väggen och då fanns det 30 målningar. Nuvarande målningar är troligen utförda 1724 av Johan Ross d.ä. Under dem finns dock äldre målningar. Den ursprungliga texten på läktarbarriären var dansk, vilken hade målats över senare med en på svenska. Huvuddelen av den danska togs åter fram 1938. Ross utförde även målningar bland annat av altartavlan och på korväggen.  
Under tiden 1819-1828 pågick olika underhålls- och ombyggnadsarbeten, bland annat byggdes 1822 ett större vapenhus. Nästa restaurering inträffade 1849-50 då man utförde reparationer och ändrade bänkinredningen för att få fler sittplatser. På grund av svampangrepp utbyttes även golvet. Sakristians murar var i så dåligt skick att man 1871-73 rev dessa och byggde upp nya och vidare höjdes och förstorades fönstren för att de större ljusinsläpp.
Ett nytt värmesystem installerades 1904 vilket ersatte de gamla kaminerna. Året därpå målades samtliga innertak med oljefärg i samma kulörer som tidigare, taket försågs med franska liljor och väggarna marmorerades liksom pelarna som bar upp orgelläktaren.  
En omfattande restaurering genomfördes 1937-1938, under ledning av Knut Nordenskjöld, då koret fick glasmålade fönster, ny bänkinredning insattes och man målade om. Läktaren över det södra vapenhuset togs bort och detta byggdes om för att bättre kunna fungera som begravningskapell. Kyrkorummet fick ett nytt innertak och därvid doldes både gamla takmålningar och därunder de dekorativa målningar som utförts under 1600- och 1700-talet. I samband med att golvet lades om, upptäckte man byggnadsrester som undersöktes av arkeologer. Kyrkan fick även ett helt nytt altare. Återinvigningen ägde rum den 15 maj 1938.
Vid restaureringen 1983-1984 återställdes den ljusa färgskala som fanns vid byggnadstiden. Under läktaren tillkom ett uppehållsrum och ekonomiutrymmen.

## Inventarier
- Altaruppsatsen anses vara från omkring 1630 och är utförd i renässans- och barockstil. Olika delar har därefter tillkommit. Altartavlan i centrum, som föreställer nattvarden utfördes 1724 av Johan Ross den äldre. Högre upp finns en uppståndelsemålning utförd 1938 av Erik Jerken vilken uppsattes vid restaureringen samma år.
- En äldre altartavla från 1873 flyttades 1938 till södra vapenhuset.
- Predikstolen är från omkring 1650 och stod ursprungligen vid den södra väggen. I den nya kyrkan flyttades den omkring 1760 till sin nuvarande plats. Den har fyra målade skulpturer med Frälsaren, evangelisterna och andra bibliska motiv i varsitt fält. De är målade och förgyllda någon gång efter 1724 av Johan Ross den yngre. Ursprungsfärgerna togs fram 1938.
- Baldakinen är sexkantig och samtida med predikstolen.
- Dopfunten av malm med snidat trälock har inskriptionen PER TORKILSØN HB GVNE LAVRSØN ANNO 1596. Funten var tidigare sönderslagen men restaurerades 1938 varefter den har använts. Var den ursprungliga funten tagit vägen är obekant.
- Basungängeln som hänger i koret är från omkring 1740. Den var en tid dock förvisad till sakristian.
- Den danska Fredrik II:s bibel från 1589.
- Två ljuskronor av malm, varav en med dateringen 1656.
- Från den gamla kyrkan finns på två bräder en målning av den första nattvarden med Jesus och de tolv lärjungarna. Judas vänder bort huvudet. Målningen är troligen gjord av Johan Ross d.ä. år 1724.

### Orglar
- 1725 satte Hans Henrik Cahman den yngre, Borås upp ett orgelverk med 16 stämmor och orgeln blev därmed den tredje i norra Halland. Orgelverket användes inte efter 1762 och blev i nedtaget skick fullständigt förstört vid ett åsknedslag 1767.
- Den nya kyrkan saknade orgel de första åren och först 1805 invigdes ett instrument byggt av Lars Strömblad med 19 stämmor. Denne var känd för sina konstfulla fasader, men han var inte lika noggrann med orgelns funktion. Organisten påtalade tidigt orgelns brister och 1825 beskrivs den i visitationsprotokoll vara i "ganska förfallet skick". Orgeln kom likväl att stå kvar i nittio år.
- 1896 byggdes en ny orgel av Salomon Molander & Co, Göteborg med 21 stämmor och två manualer.
- Ett nytt mekaniskt verk, som dock även innehåller äldre material, tillkom 1974 och tillverkades av Hammarbergs Orgelbyggeri AB, Göteborg. Orgeln har 25 stämmor fördelade på två manualer och pedal. Fasaden från 1896 års orgel har bibehållits.[1] Orgeln har mekanisk traktur och elektrisk registratur. Den har fria och fasta kombinationer samt registersvällare. Orgeln har även en cymbelstjärna.

| Huvudverk I         | Svällverk II        | Pedal           | Koppel |
| Borduna 16´         | Rörflöjt 8´         | Subbas 16´      | I/P    |
| Principal 8´        | Salicional 8'       | Principalbas 8´ | II/P   |
| Flüte harmonique 8' | Violin Principal 4' | Gedaktbas 8'    | II/I   |
| Gamba 8'            | Flûte octaviante 4' | Oktavbas 4'     |        |
| Oktava 4'           | Kvinta 2 2/3'       | Pedalmixtur IV  |        |
| Rörflöjt 4'         | Waldflöjt 2'        | Basun 16'       |        |
| Oktava 2'           | Ters 1 3/5'         |                 |        |
| Kornett III         | Scharf III          |                 |        |
| Mixtur V            | Zinka 8'            |                 |        |
| Trumpet 8'          | Tremulant           |                 |        |
|                     | Crescendosvällare   |                 |        |

#### Kororgel
- Kororgeln är byggd 1982 av Tostareds Kyrkorgelfabrik, Tostared och byggdes om av samma firma 1999. Den är mekanisk och har sex stämmor fördelade på manual och pedal.[2]

| Manual                  | Pedal   |
| Gedakt 8'               | Bihängd |
| Rörflöjt 4'             |         |
| Principal 2'            |         |
| Nasat 1 1/3'            |         |
| Sesquialtera 2 chor B/D |         |
| Crescendosvällare       |         |

### Klockor
Klockorna är båda gjutna 1879. Storklockan har en vikt av 950 kg och lillklockan 731 kg. Storklockans inskription lyder inledningsvis: KOMMER HIT HÖRER TILL ALLE I SOM GUD FRUKTEN och lillklockans: GÅN I HERRANS PORTAR MED TACKANDE UTI HANS GÅRDAR MED LOFVANDEDAV.

## Bilder

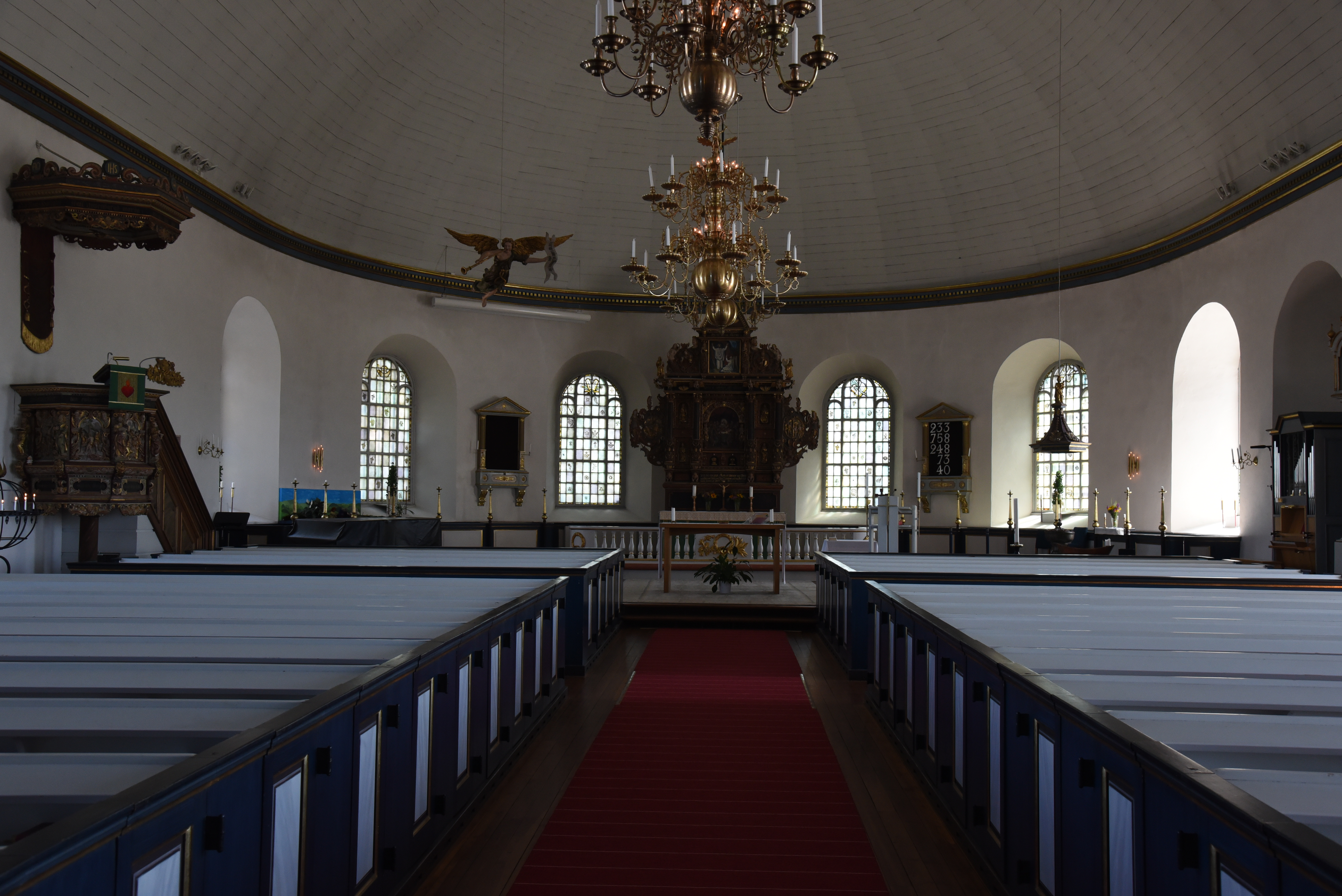
Altaret.
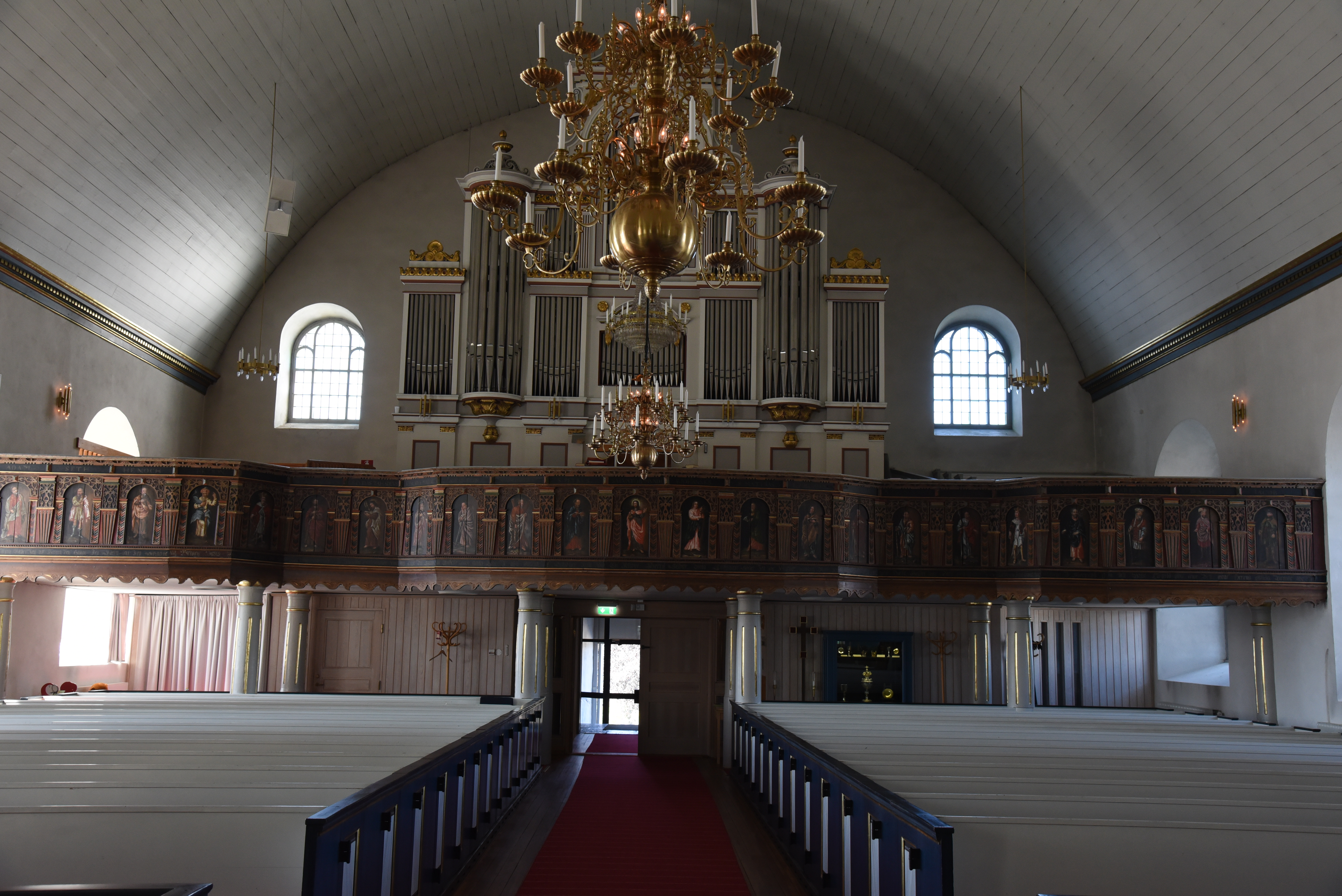
Orgelläktaren.
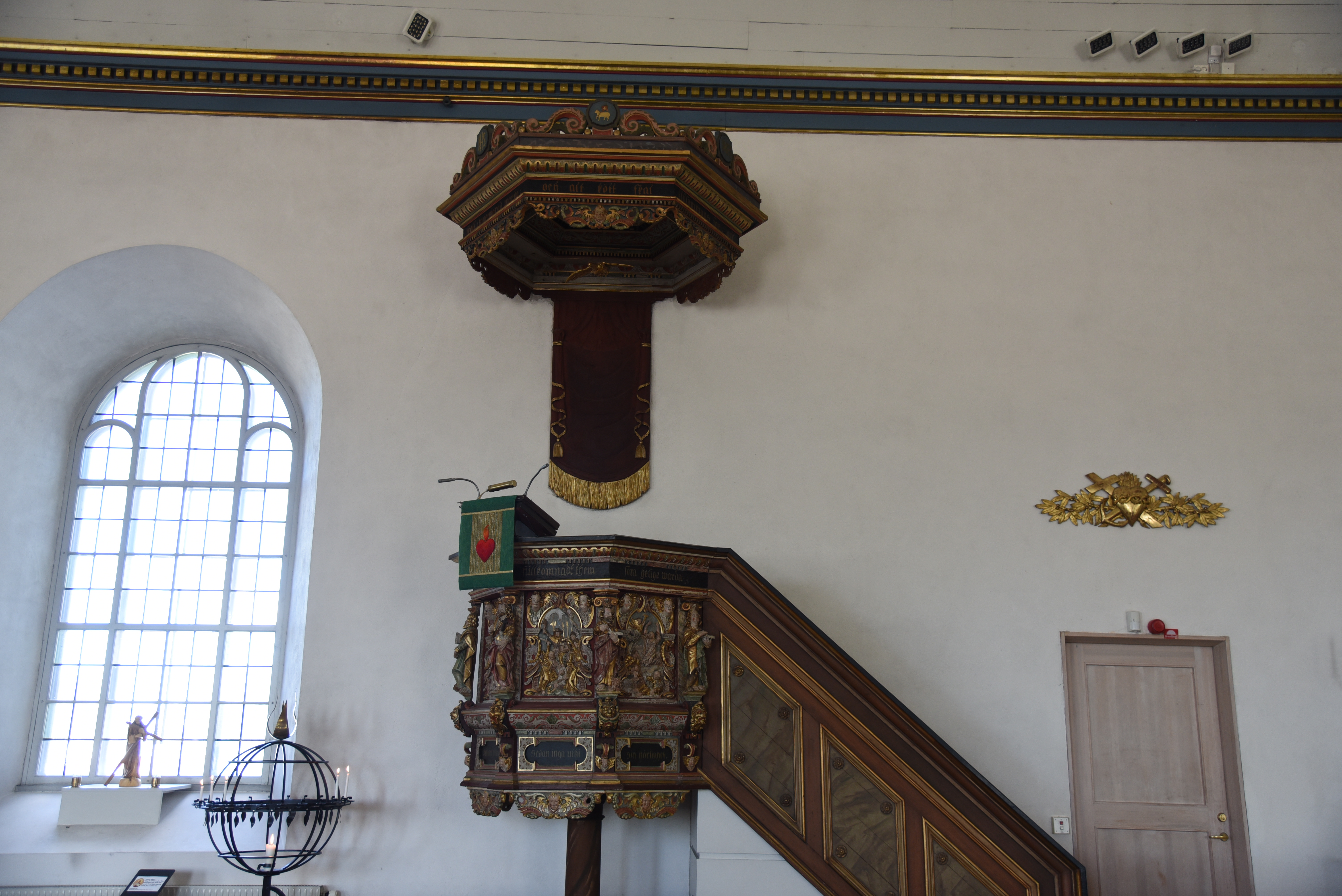
Predikstolen.